# 望春街道
望春街道，是中华人民共和国浙江省宁波市海曙区下辖的一个乡镇级行政单位。因望春山或望春桥而得名:191。

## 历史
唐长庆元年（821年）属明州，明、清属清道乡横山里，1927年属宁波市第六区，1935年属鄞县南郊镇、西郊镇、北郊镇，1950年属郊区夏禹乡、西成乡、泗港乡，1956年改为西郊乡、南郊乡，1958年9月改为甬江人民公社西郊管理区、南郊管理区，1976年5月西郊管理区、南郊管理区合并为西南郊管理区，1978年改为西郊人民公社，属郊区办事处，1983年12月改为西郊乡，1984年改属海曙区，鄞县望春乡徐家漕村、望春桥村划入西郊乡，粮丰村划入段塘镇，2002年5月撤乡设立望春街道:182:430。

## 行政区划
望春街道下辖以下地区：
泰安社区、天一家园社区、徐家漕社区、西成社区、春城社区、联丰社区、姚丰社区、胜丰家园社区、双杨社区、后孙社区、新星社区、信谊社区、青林湾社区、后塘河社区、水岸心境社区和清风社区。

## 交通
- 宁波轨道交通1号线：望春桥站、泽民站
- 宁波轨道交通2号线：丽园南路站